# Liste der venezolanischen Botschafter im Vereinigten Königreich

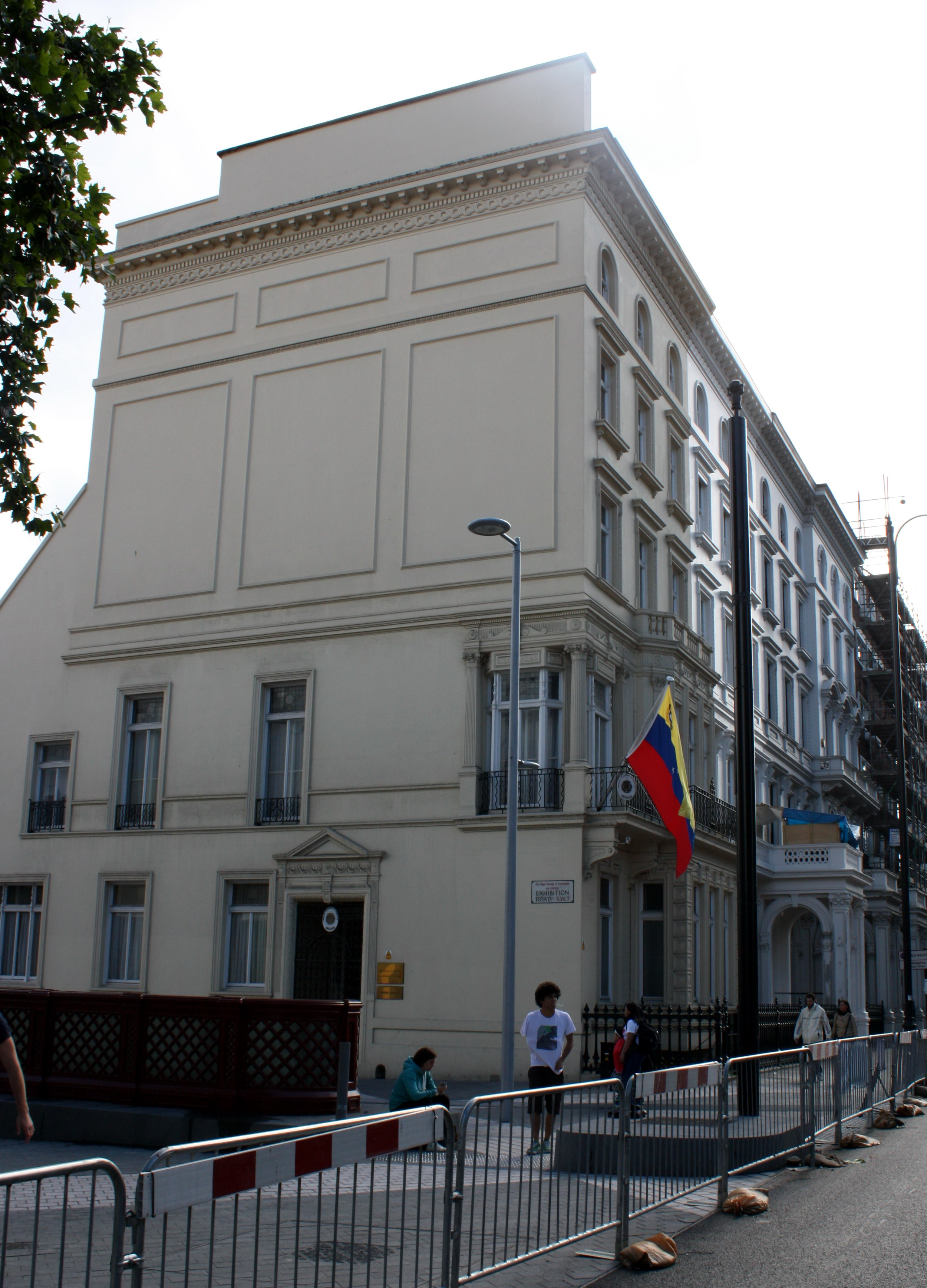
Botschaft Venezuelas: 1 Cromwell Rd, London SW7 2HW London.

Liste der venezolanischen Botschafter im Vereinigten Königreich.

## Botschafter
| Ernannt       | Akkreditiert  | Name                            | Bemerkungen | ernannt von                 | akkreditiert bei           | Posten verlassen |
| ------------- | ------------- | ------------------------------- | --- | --------------------------- | -------------------------- | ---------------- |
| 19. Aug. 1909 |               | Rafael Villavicencio            | (* 12. April 1838 in Caracas; † 28. August 1920 eben da) | Juan Vicente Gómez          | Herbert Henry Asquith      |                  |
| 24. Jan. 1913 |               | Santos Dominici                 | (* 19. Juni 1869 in Carúpano) | Juan Vicente Gómez          | Herbert Henry Asquith      |                  |
| 1. Juli 1914  |               | José Ignacio Cárdenas           | | Victorino Márquez Bustillos | Herbert Henry Asquith      |                  |
| 30. Juli 1919 |               | Pedro César Dominici            | | Juan Vicente Gómez          | David Lloyd George         | 10. Jan. 1922    |
| 20. Sep. 1921 | 4. Feb. 1922  | Diógenes Escalante              | | Juan Vicente Gómez          | David Lloyd George         | 29. März 1936    |
| 1936          |               | Oscar Aguilar                   | Geschäftsträger | Eleazar López Contreras     | Stanley Baldwin            |                  |
| 1936          |               | Eduardo Arroyo Lameda           | Geschäftsträger (* 3. Juli 1891 in Caracas; † 4. Juni 1977) | Eleazar López Contreras     | Stanley Baldwin            |                  |
| 28. März 1936 |               | Caracciolo Parra Pérez          | Botschafter in Madrid und Bern 5. Mai 1941 bis 13. Juli 1945 Außenminister                                                                                         | Eleazar López Contreras     | Arthur Neville Chamberlain | 25. Aug. 1937    |
| 20. Aug. 1937 | 10. Nov. 1937 | Alejandro Lara Núñez            | (* 24. Mai 1874 in Caicara de Maturín Municipio Cedeño (Monagas) Monagas; † 13. Juli 1972 in Caracas)                                                              | Eleazar López Contreras     | Arthur Neville Chamberlain | 22. März 1939    |
| 1939          |               | Julio Planchart                 | Geschäftsträger (* 1885 in Caracas; † 1948) | Eleazar López Contreras     | Arthur Neville Chamberlain |                  |
| 31. Aug. 1939 |               | Atilano Carnevalli Parilli      | | Eleazar López Contreras     | Arthur Neville Chamberlain |                  |
| 8. Nov. 1943  |               | José Rafael Pocaterra           | | Isaías Medina Angarita      | Winston Churchill          |                  |
| 28. März 1944 |               | José Rafael Pocaterra           | am 2. März 1944 wurde die Gesandtschaft in London zur Botschaft aufgewertet.                                                                                       | Isaías Medina Angarita      | Winston Churchill          | 25. Juli 1945    |
| 18. Juli 1945 | 18. Okt. 1945 | Andrés Rodriguez Azpúrua        | | Rómulo Betancourt           | Winston Churchill          | 27. Juni 1947    |
| 27. Juni 1947 |               | Luis Cabana                     | | Rómulo Betancourt           | Winston Churchill          |                  |
| 26. Juni 1947 |               | Juan Oropesa                    | | Rómulo Betancourt           | Winston Churchill          |                  |
| 18. Mai 1948  |               | Enrique Gil Fortoul             | | Rómulo Gallegos             | Winston Churchill          |                  |
| 3. März 1949  | 26. Apr. 1949 | Manuel Arocha                   | | Rómulo Gallegos             | Winston Churchill          | 25. März 1950    |
| 25. März 1950 | 9. Mai 1950   | Carlos Sosa Rodríguez           | | Germán Suárez Flamerich     | Winston Churchill          |                  |
| 20. März 1952 | 9. Mai 1952   | Carlos Sosa Rodríguez           | | Marcos Pérez Jiménez        | Winston Churchill          |                  |
| 7. Juni 1954  |               | Manuel Rodriguez Travieso       | | Marcos Pérez Jiménez        | Winston Churchill          | 7. Mai 1956      |
| 5. Apr. 1956  | 30. Mai 1956  | Manuel Dagnino                  | | Marcos Pérez Jiménez        | Anthony Eden               | 14. März 1959    |
| 14. März 1959 | 15. Mai 1959  | Ignacio Iribarren Borges        | | Edgar Sanabria              | Harold Macmillan           | 22. Juni 1964    |
| 22. Juni 1964 | 15. Okt. 1964 | Marcos Falcón Briceño           | | Rómulo Betancourt           | Harold Wilson              |                  |
| 17. Juni 1965 |               | Héctor Santaella                | | Rómulo Betancourt           | Harold Wilson              | 16. Dez. 1966    |
| 15. Dez. 1966 | 17. Feb. 1967 | Miguel Ángel Burelli Rivas      | | Rómulo Betancourt           | Harold Wilson              | 8. Juli 1969     |
| 8. Juli 1969  | 23. Okt. 1969 | Jorge Olavaría de Tezanos Pinto | | Rafael Caldera              | Harold Wilson              | 21. Juni 1970    |
| 22. Sep. 1970 | 18. Dez. 1970 | Carlos Pérez de la Cova         | (* 27. April 1904 in Caracas) Ingenieur der Erdölförderung, als Inspector de Hidrocarburos in Zulia beschäftigt anschließend bis 1970 Ministro de Energía y Minas. | Rafael Caldera              | Edward Heath               | 9. März 1977     |
| 9. März 1977  | 2. Juni 1977  | Juan Manuel Sucre Trias         | | Carlos Andrés Pérez         | James Callaghan            | 23. Okt. 1979    |
| 23. Okt. 1979 | 29. Nov. 1979 | Félix Mendoza Acosta            | vicealmirante Félix Mendoza Acosta, ex comandante general de la Armada.                                                                                            | Luís Herrera Campíns        | Margaret Thatcher          | 23. Nov. 1982    |
| 23. Nov. 1982 | 16. Dez. 1982 | Néstor Coll Blasini             | | Luís Herrera Campíns        | Margaret Thatcher          | 27. Juli 1984    |
| 10. Juli 1987 |               | José Luis Salcedo Bastardo      | | Jaime Lusinchi              | Margaret Thatcher          |                  |
| 10. Sep. 1987 |               | Francisco Kerdel Vegas          | [ 6 ] | Jaime Lusinchi              | Margaret Thatcher          |                  |
| 22. Juni 1992 |               | Ignacio Arcaya Smith            | | Carlos Andrés Pérez         | John Major                 |                  |
| 21. Nov. 1995 |               | Roy Chaderton                   | | Rafael Caldera              | John Major                 |                  |
| 8. Feb. 2001  | 23. März 2001 | Alfredo Toro Hardy              | | Hugo Chávez                 | Tony Blair                 |                  |
| 14. Sep. 2007 | 4. Dez. 2007  | Samuel Reinaldo Moncada Acosta  | | Hugo Chávez                 | Gordon Brown               |                  |